# Walter Hore-Ruthven (10. lord Ruthven of Freeland)
Walter Patrick Hore-Ruthven (ur. 6 czerwca 1870, zm. 16 kwietnia 1956) – brytyjski arystokrata i polityk, najstarszy syn Waltera Hore-Ruthvena, 9. lorda Ruthven of Freeland i lady Caroline Gore, córki 4. hrabiego Arran. Młodszym bratem lorda Ruthvena był Alexander Hore-Ruthven, 1. hrabia Gowrie, gubernator generalny Australii.
Wykształcenie odebrał w Eton College. Później wziął udział w II wojnie burskiej i został trzykrotnie wspomniany w rozkazie dziennym. W 1900 r. otrzymał również Distinguished Service Order. Po powrocie do kraju otrzymał urzędy zastępcy Lorda Namiestnika i Sędziego Pokoju w hrabstwie Lanarkshire. Brał udział w I wojnie światowej, gdzie został ranny. Został także wspomniany w rozkazie dziennym. W 1914 r. uzyskał rangę brygadiera-majora 4 brygady Gwardii (4th Guards Brigade). W latach 1914–1915 dowodził 1 batalionem Gwardii Szkockiej (1st Battalion, Scots Guards). W 1915 r. został odznaczony Krzyżem Towarzyskim Krzyżem Świętego Michała i Świętego Jerzego.
W 1916 r. został brygadierem przy Sztabie Generalnym 8 Armii. W 1918 r. dowodził 120 brygadą piechoty (120th Infantry Brigade) i został awansowany na generała-majora. Otrzymał również Złoty Medal Czarnogóry. W 1919 r. został dowódcą 1 brygady Gwardii (1st Guards Brigade). W tym samym roku został odznaczony Krzyżem Kawalerskim Orderu Łaźni. W 1920 r. dowodził południowym zgrupowaniem w Indiach. Po śmierci ojca w 1921 r. odziedziczył tytuł lorda Ruthven of Freeland. W latach 1929–1934 był Lordem Namiestnikiem Guernsey.
23 kwietnia 1895 r. poślubił Jean Leslie Lampson (3 stycznia 1877 – 8 grudnia 1952), córkę Normana Lampsona i Helen Blackburn, córki Petera Blackburna. Walter i Jean mieli razem cztery córki:
- Bridget Helen Hore-Ruthven (27 lipca 1896 – 17 kwietnia 1982), 11. lady Ruthven of Freeland
- Jean Elisabeth St. Loe Hore-Ruthven (1898 – 7 marca 1960), żona don Francisco Lariosa, nie miała dzieci
- Alison Mary Hore-Ruthven (1902 – 2 października 1974), żona komandora Johna Barrana, 3. baroneta, miała dzieci
- Margaret Leslie Hore-Ruthven (1902 – 30 kwietnia 1970), żona Petera Daviesa, miała dzieci

18 listopada 1953 r. poślubił Judith Gordon Bell, córkę Bertiego E. Bella. Małżeństwo to nie doczekało się potomstwa.